# Fate la nanna coscine di pollo
Fate la nanna coscine di pollo è un film italiano del 1977 diretto da Amasi Damiani.
Dopo una scarsa distribuzione nell'anno di produzione, il film è stato rieditato nel 1983 col titolo I desideri morbosi di una contessina e l'aggiunta di alcune sequenze erotiche estranee al film originale e girate da Ajita Wilson.

## Trama
Per dimostrare a Silvia, Simone e Mary che la ricchezza rovina l’amicizia, la perversa contessa De Angelis propone una sfida: dopo averli ospitati in una villa di proprietà, ove si dice sia nascosto un tesoro, promette di donarlo a chi lo troverà, fornendo un indizio entro breve. I tre accettano e, di lì a poco, ricevono una lettera contenente il solo sibillino messaggio: "Fate la nanna coscine di pollo". Fin da subito i tre, spinti da grossa cupidigia, si dimostrano tutt'altro che reciprocamente solidali: Simone, il cui carattere s'indurisce di giorno in giorno, finisce col sospettare che Mary e Silvia si siano accordate per spartirsi il tesoro escludendolo. Quest'ultima, infine, grazie al suggerimento d'un vecchio insegnante appassionato d'araldica, scopre che lo stemma dei De Angelis contiene la figura d'un piccolo bimbo nudo giacente tra spighe di grano: trova dunque l'ubicazione del tesoro, custodito sotto alcune sterpaglie nel giardino della villa, in prossimità d'una statuetta in gesso raffigurante proprio un bimbo nudo. Nel momento in cui scopre l'ubicazione del tesoro avverte Simone, ignara che questi ha appena strangolato Mary al termine d'un ennesimo diverbio. Il ragazzo s'affretta ad aprire il pertugio, trovando il tesoro. A questo punto, col pretesto d'un brindisi, Silvia avvelena Simone, intenzionata a godersi tutta sola il tesoro, ma precipita con l'auto in un dirupo, tentando di disfarsi del corpo. 
 La contessa ripropone allora la sfida a due nuovi personaggi: l’antiquario Mantrone e il ragionier Battista che, prontamente, raggiungono la villa apprestandosi a rivivere l'esperienza della caccia al tesoro.